# Piața Plebiscitului din Napoli
Piața Plebiscitului (în italiană Piazza del Plebiscito) este o piață publică largă din centrul orașului Napoli (Italia).

## Istoric
Piața este numită după plebiscitul care a avut loc la 2 octombrie 1863, prin care Regatul Neapolelui a devenit parte a Regatului unificat al Italiei sub stăpânirea Casei de Savoia. Situată foarte aproape de golful Napoli, ea este delimitată la est de Palatul Regal și la vest de Basilica Sfântul Francisc de Paola, cu colonade care se întind de-o parte și de alta a acesteia. Printre alte clădiri aflate în jur sunt Palatul Salerno și Palatul Prefecturii (pe latura stângă a bisericii)
În primii ani ai secolului al XIX-lea, regele Neapolelui, Murat (cumnatul lui Napoleon), a planificat realizarea acestei piețe (precum și clădirile care urmau să o mărginească) ca un tribut adus împăratului. La scurt timp după ce Napoleon a fost trimis în cele din urmă în Insula Sfânta Elena, Bourbonii au fost restaurați pe tron, iar regele Ferdinand I a continuat construcția, dar a transformat clădirea omagială în biserica pe care o vedem astăzi și pe care a dedicat-o Sfântului Francisc din Paola, care a viețuit în secolul al XV-lea într-o mănăstire aflată pe acest loc. Biserica citează arhitectura Panteonului din Roma. Fațada este decorată cu un portic sprijinit pe șase coloane și doi pilaștri ionici. În interior biserica este circulară, cu două capele laterale. Cupola are o înălțime de 53 de metri.
În centrul pieței, mai exact în fața basilicii, se află statuile ecvestre ale regilor Carol al VII-lea al Neapolelui (1734-1759) (realizată în anii 1816-1819 de Antonio Canova) și Ferdinand I al celor Două Sicilii (1815-1825) (monumentul datează din anii 1819-1822; calul este realizat de Antonio Canova, iar corpul regelui de Antonio Calì). 
Ocazional, piața este folosită pentru concerte în aer liber. Printre artiștii care au cântat aici se numără Elton John, Maroon 5 și Muse. În mai 2013, Bruce Springsteen & The E-Street Band au susținut un concert în această piață.

## Imagini

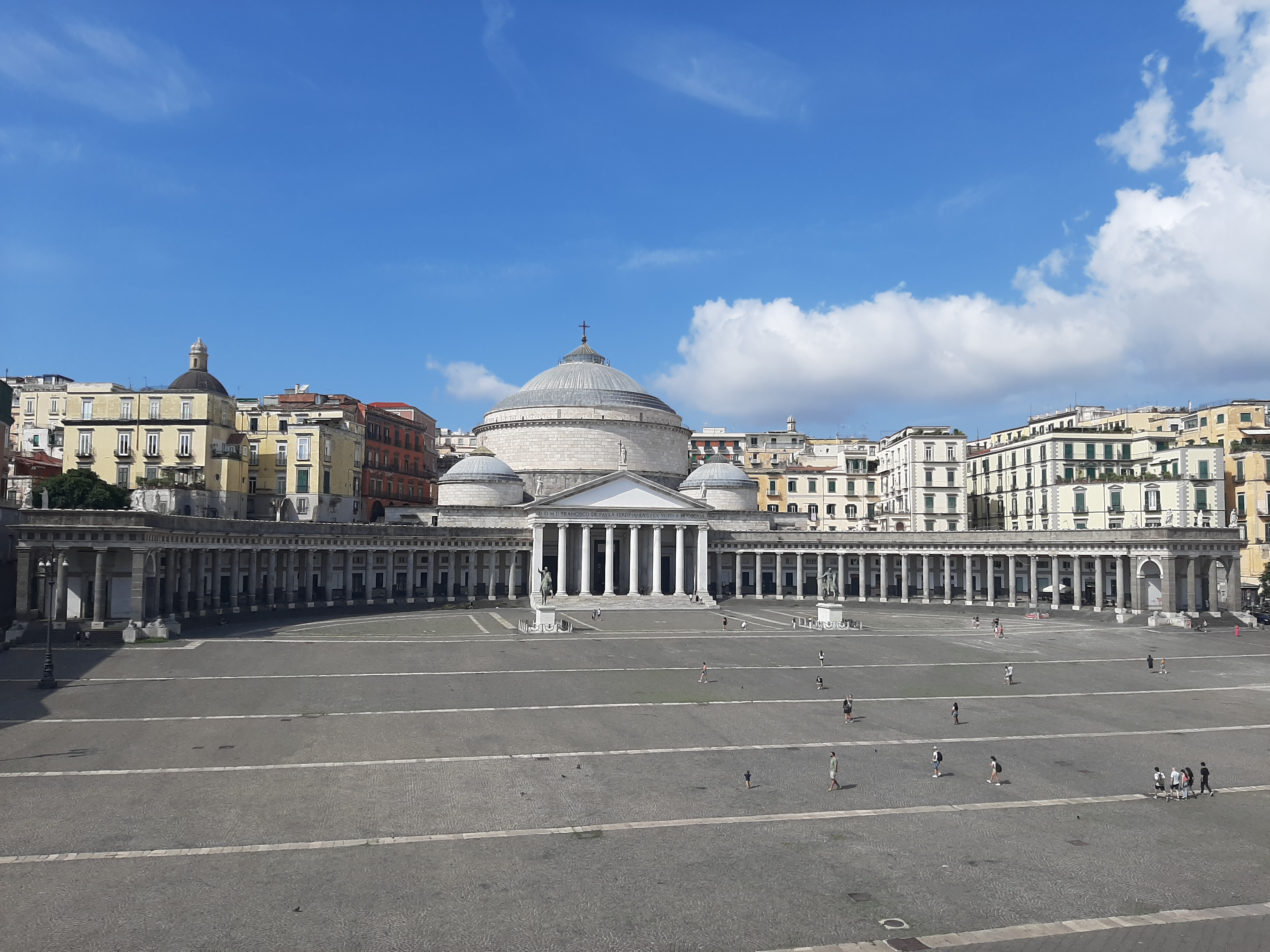
Piața Plebiscitului, cu Biserica Sfântul Francisc de Paola
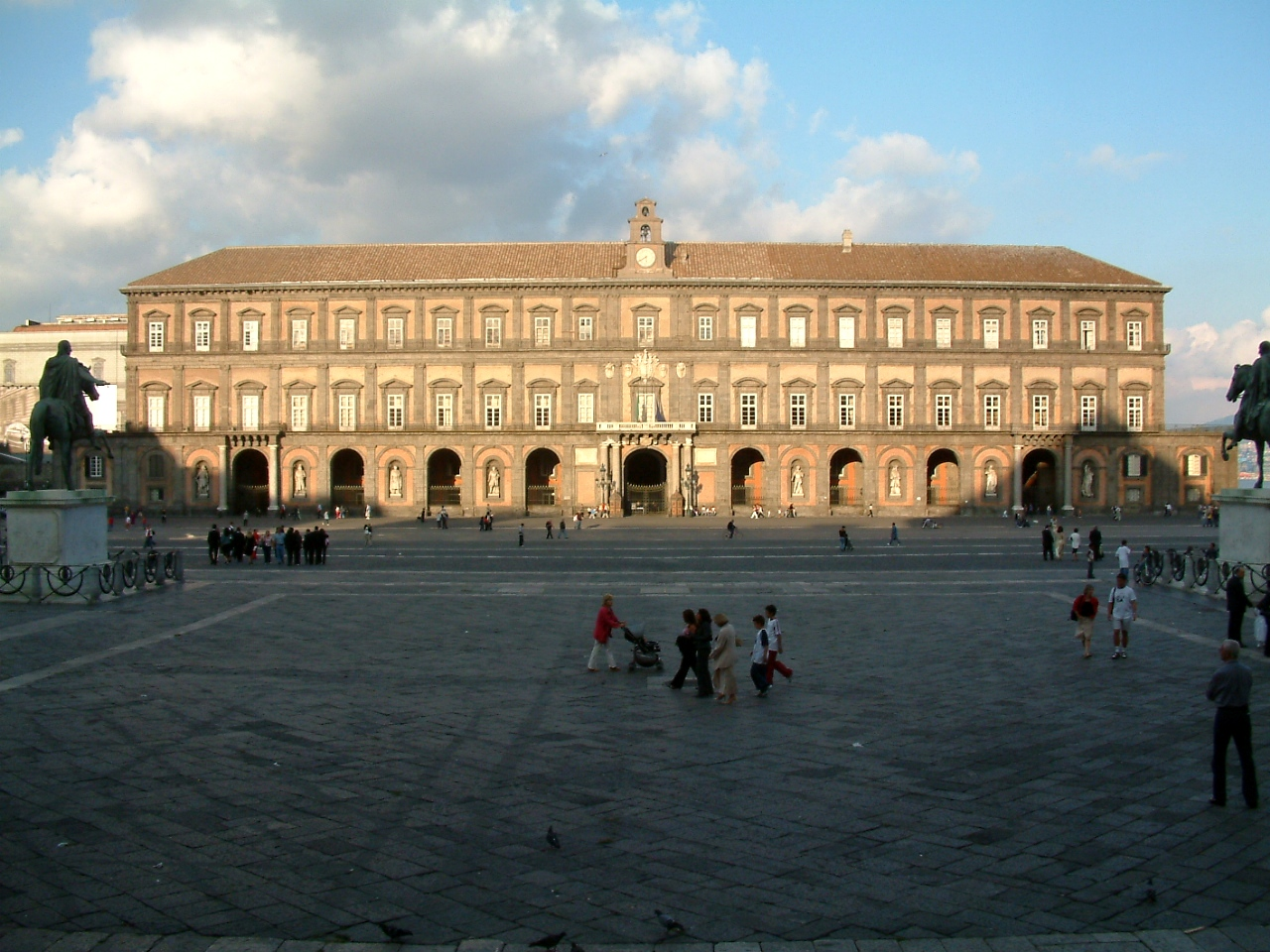
Piața Plebiscitului cu Palatul Regal
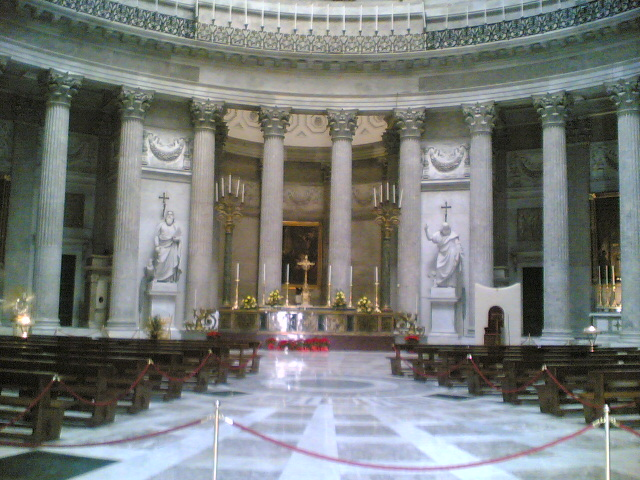
Interiorul bisericii Sfântul Francisc de Paola
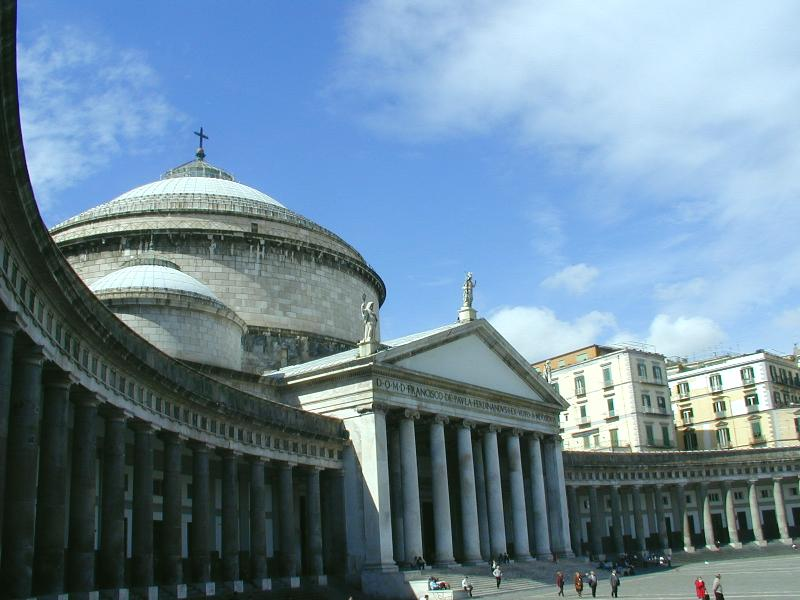
Biserica Sfântul Francisc de Paola
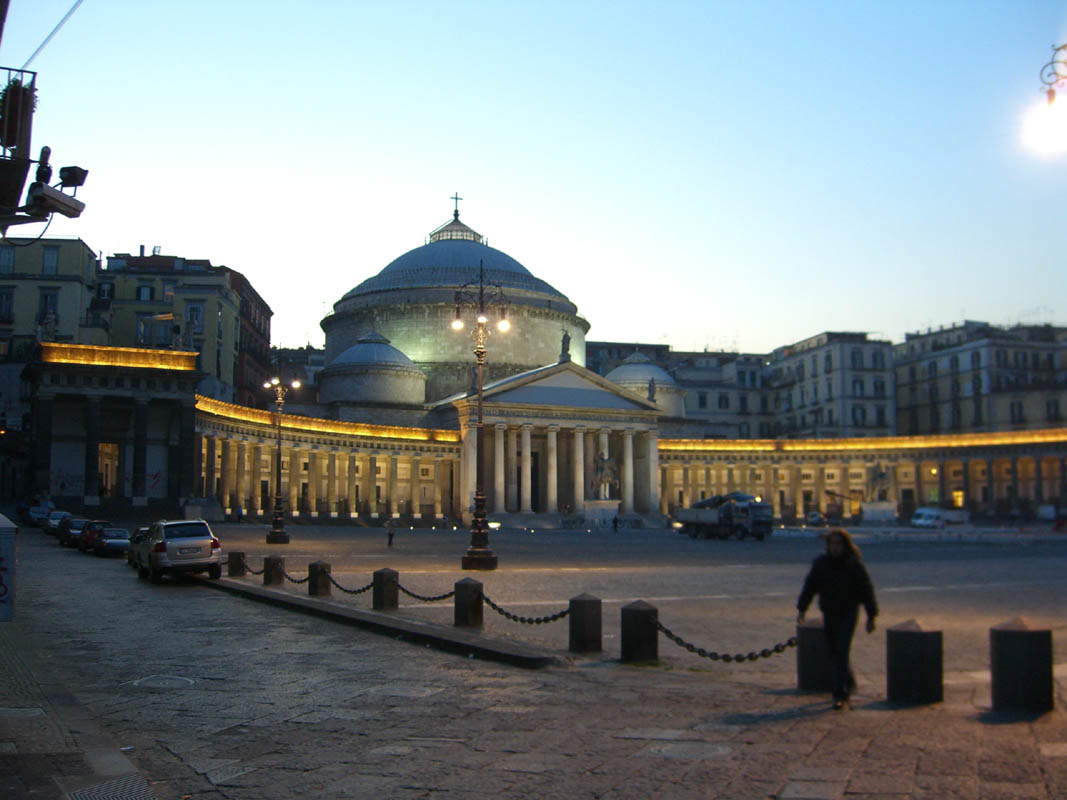
Piaţa văzută seara
O expoziție artistică în Piața Plebiscitului
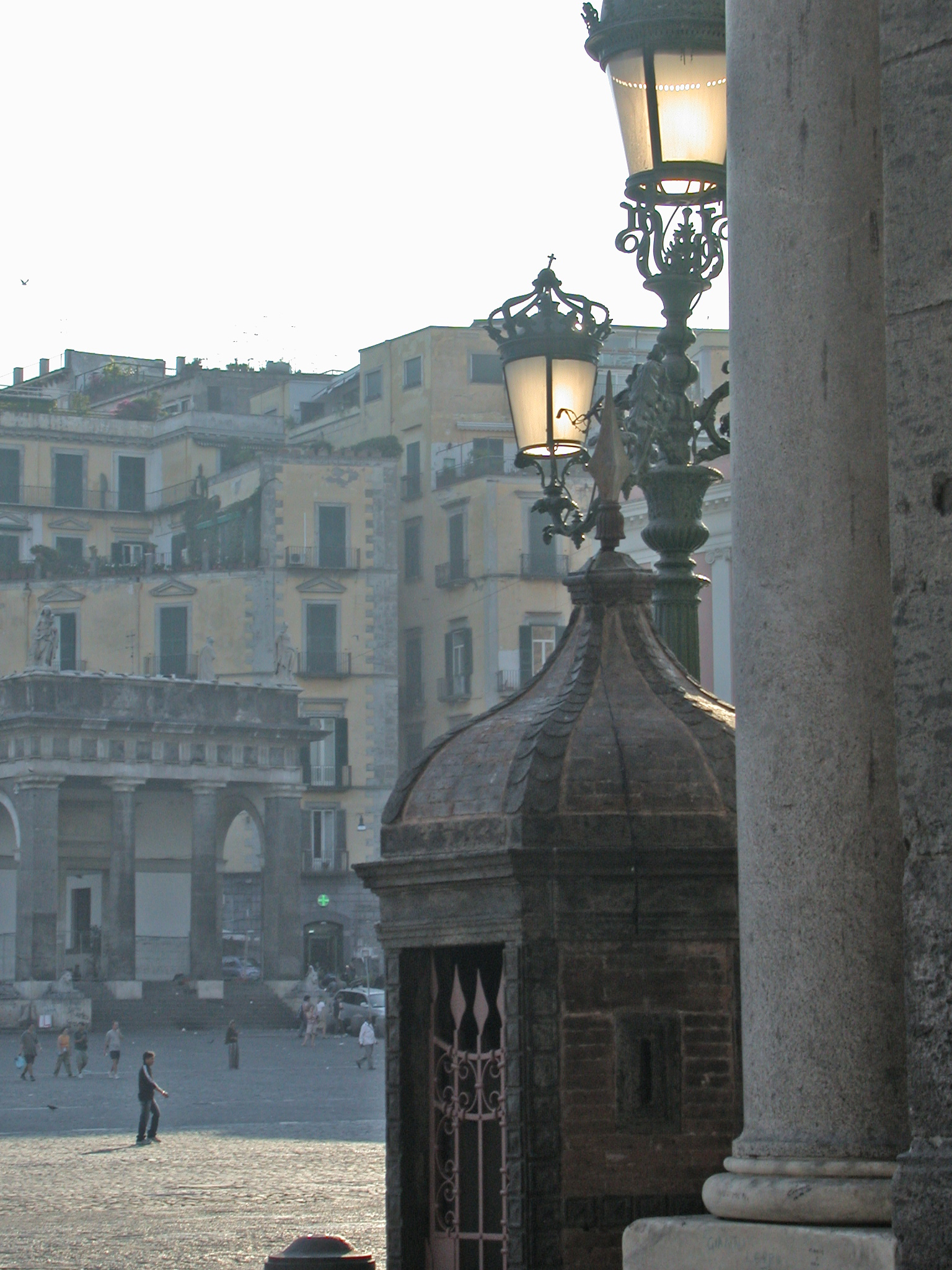
Intrarea în piaţă pe lângă Palatul Regal
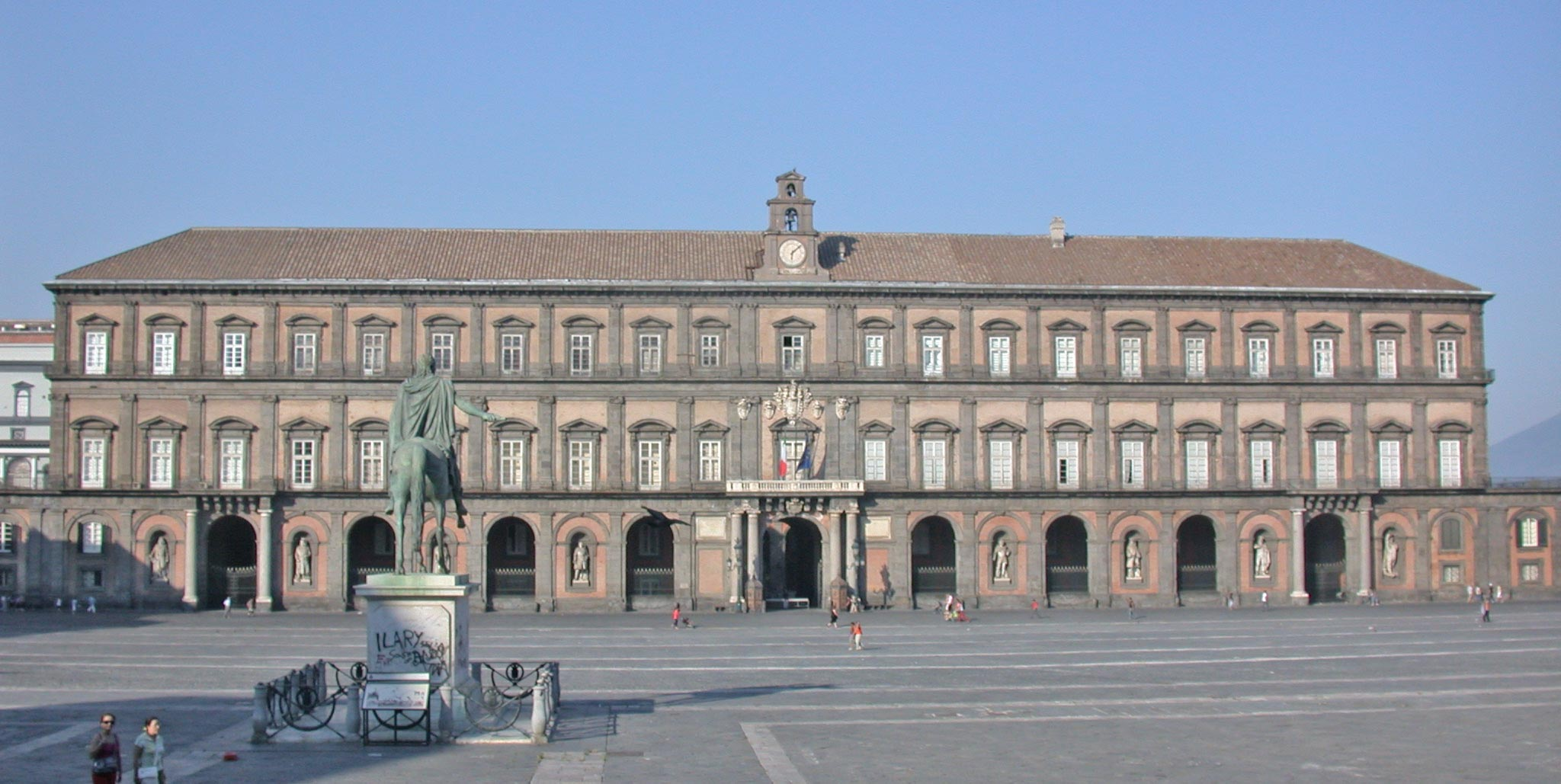
O altă vedere a Palatului Regal
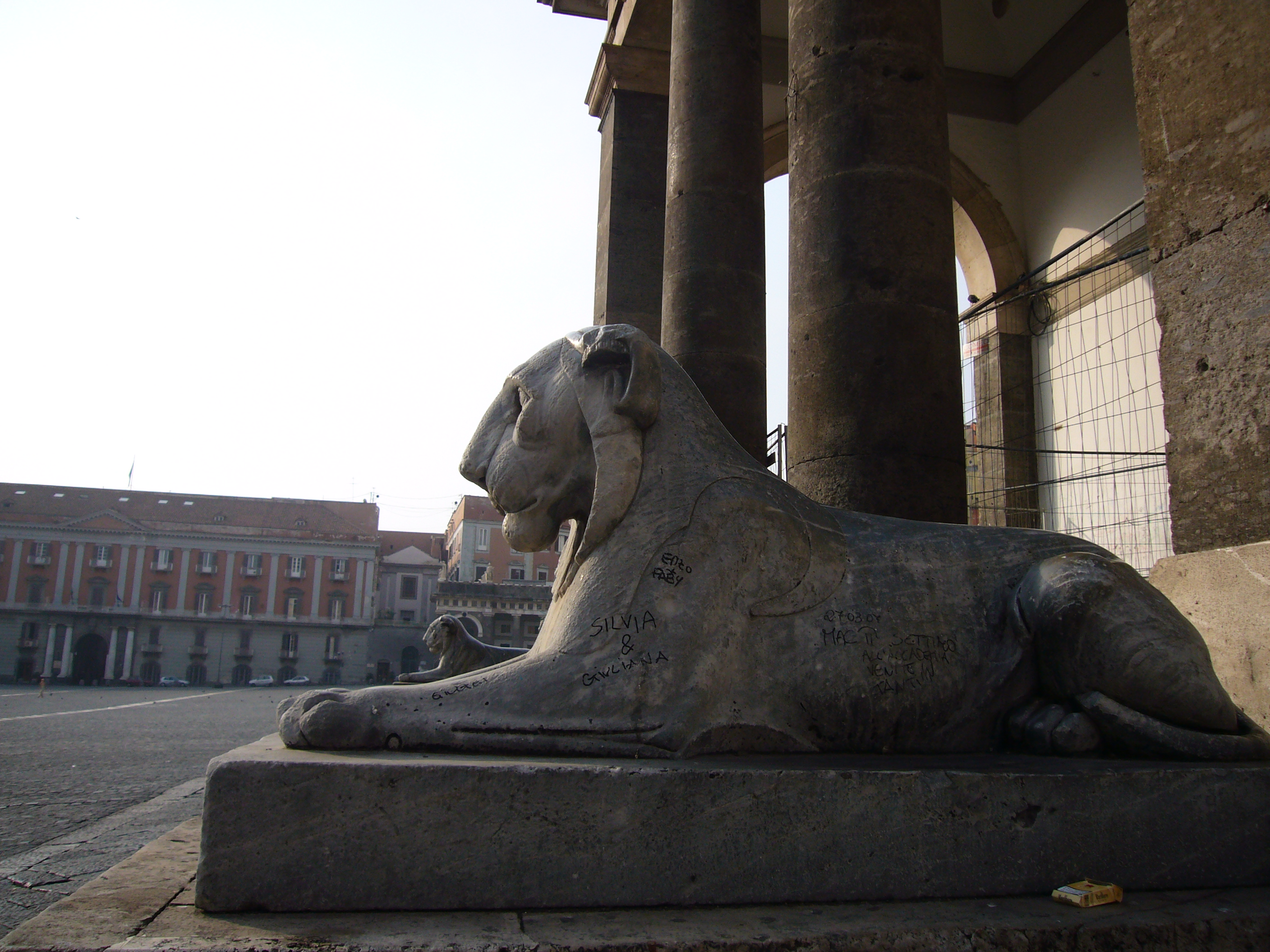
Statui de leoaice în piaţă
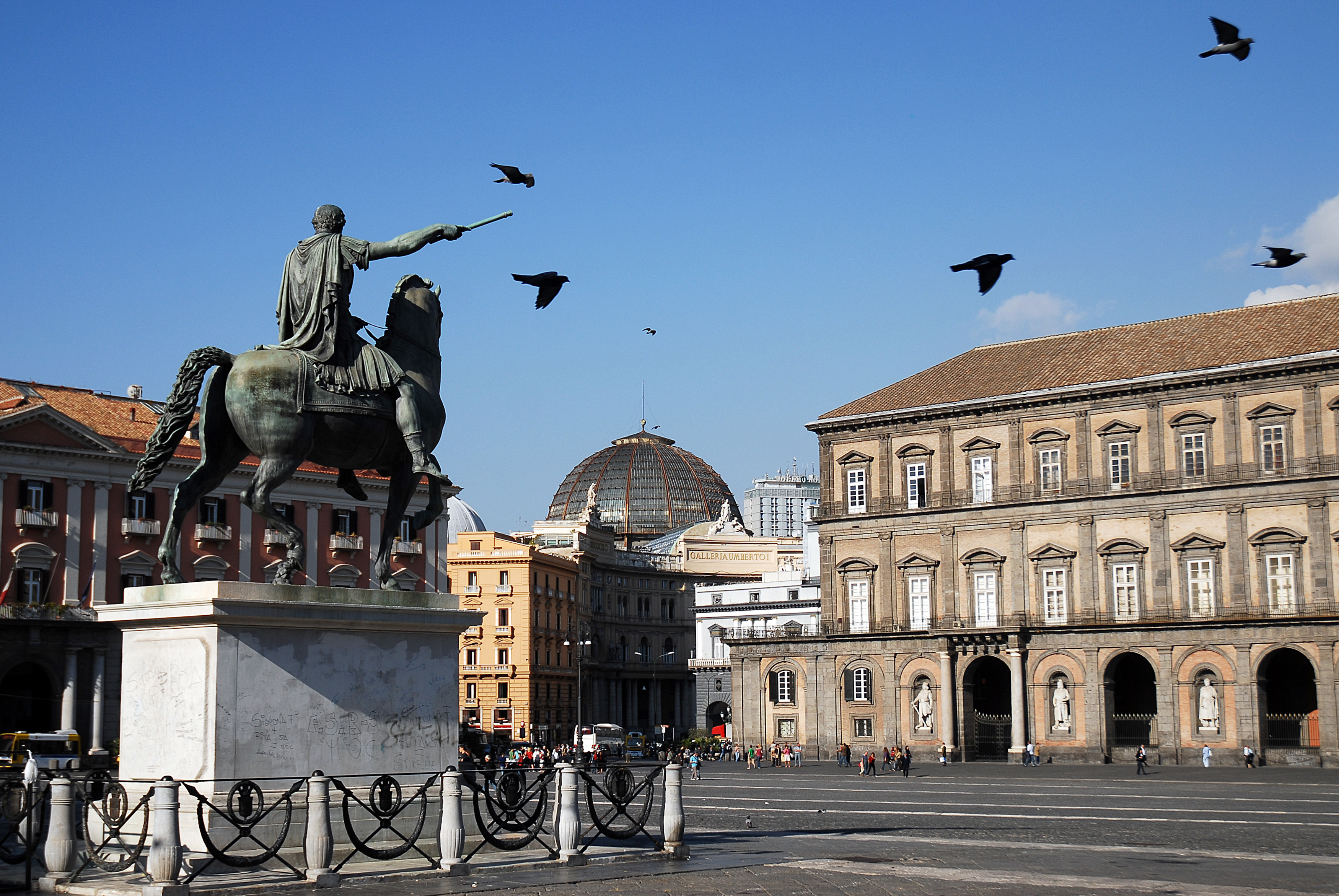
Piața Plebiscitului, monument ridicat regelui Carol al III-lea al Spaniei. Napoli, Campania, Italia